# مارتا واشینگتن
مارتا دندریج کاستیس واشینگتن (انگلیسی: Martha Dandridge Custis Washington؛ ۲ ژوئن ۱۷۳۱ – ۲۲ مهٔ ۱۸۰۲) یک سیاستمدار اهل ایالات متحده آمریکا بود.

## نگارخانه

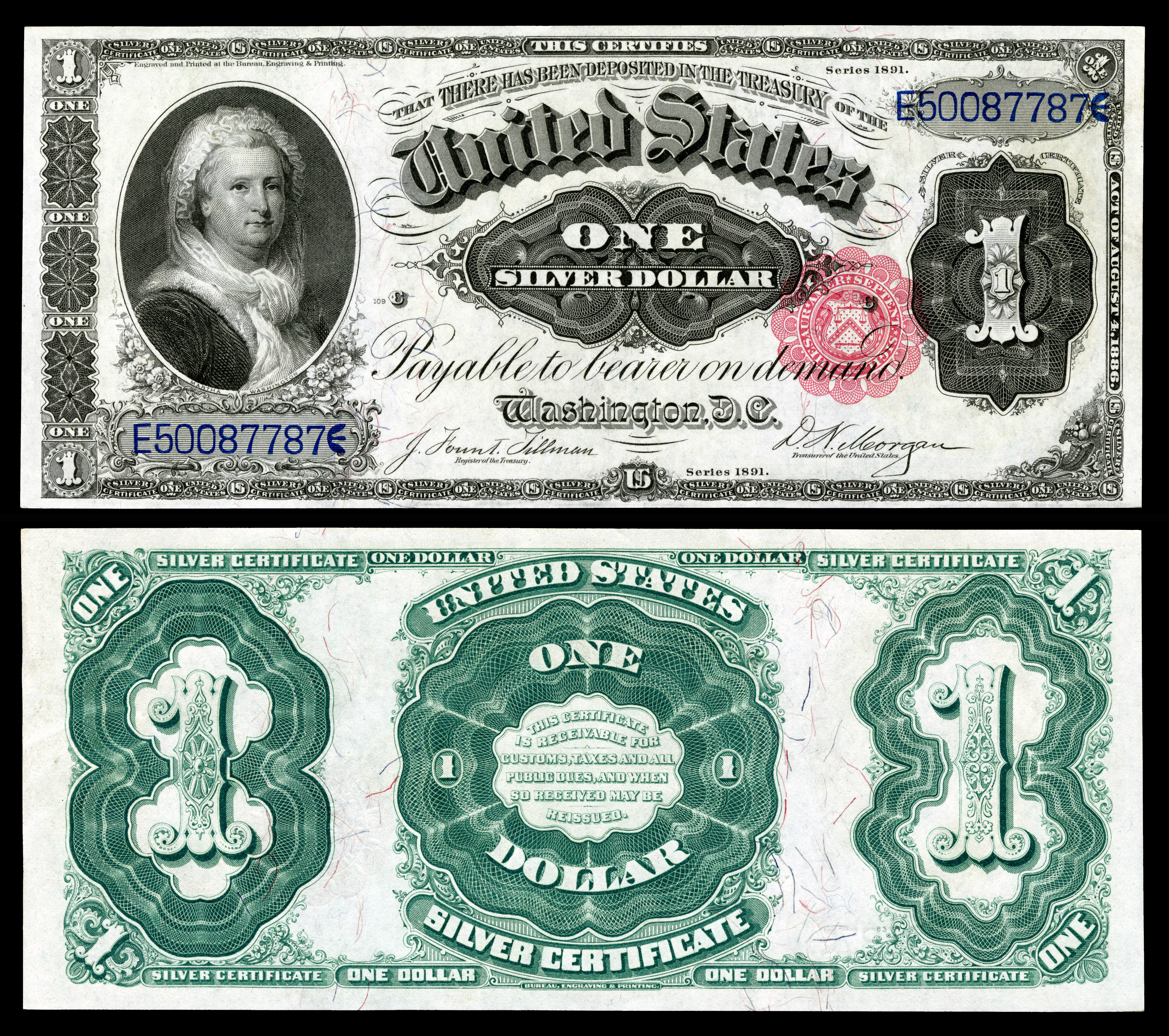
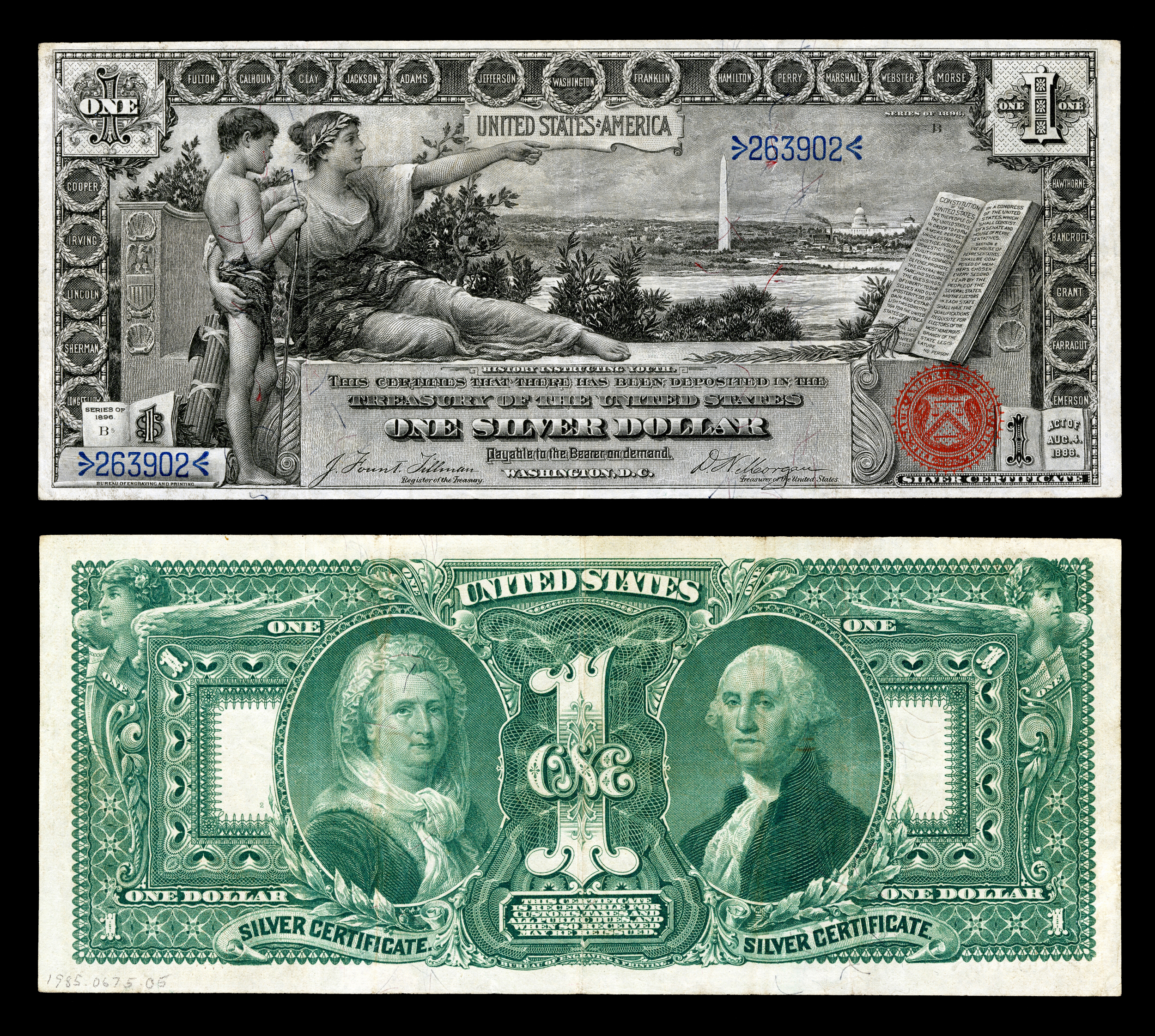